# Žemina
Žemina je litevská bohyně země. Jejím mužským protějškem je Žemepatis „pán země“ a odpovídá jí lotyšská bohyně Zemes māte „matka země“.
Je zmiňována Janem Łasickým v díle De Diis z roku 1615:
„Jsou ještě bohyně země Žemina a včel Austheia, o jedné i o druhé věří, že má vliv na potomstvo.“
Její jméno je také zmiňováno Mikalojusem Daukšou v roce 1595.
Její jméno vychází z litevského výrazu žẽme „země“ doplněného o sufix -na, častý jako přípona jmen bohyň napříč indoevropskými jazyky a znamenajícího „paní, vládkyně (něčeho)“. Podobné je rekonstruované jméno thrácké bohyně země – Zemelā, které přijala řecká postava Semelé, matka Dionýsa.